# 1826 en architecture
| Années de l'architecture : 1823 - 1824 - 1825 - 1826 - 1827 - 1828 - 1829    |
| Décennies de l'architecture : 1790 - 1800 - 1810 - 1820 - 1830 - 1840 - 1850 |

Cet article présente les faits marquants de l'année 1826 en architecture.

## Réalisations

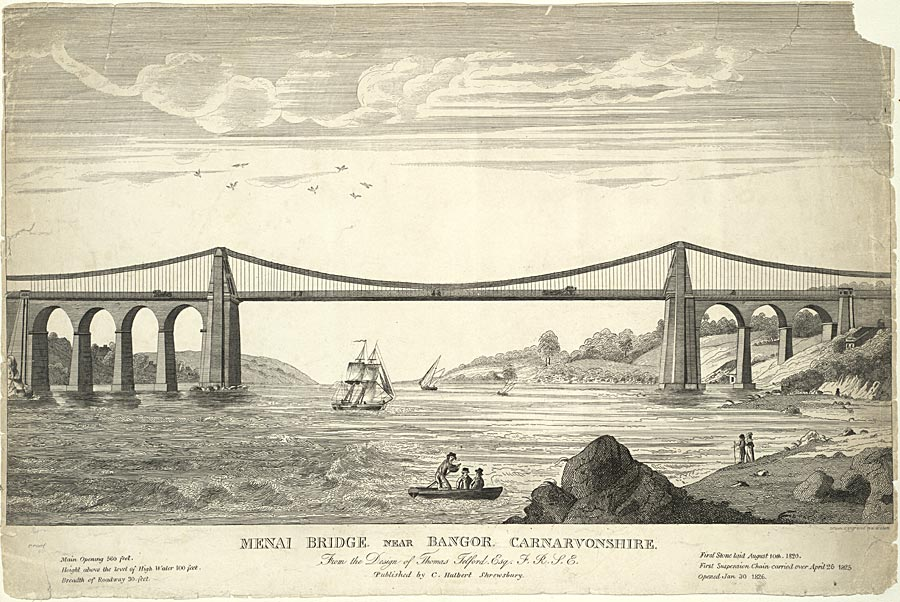
Le pont suspendu de Menai.

- 30 janvier : inauguration du premier pont suspendu lancé sur le détroit de Menai (Pays de Galles) par Thomas Telford, d’un seul enjambement de 176 mères de long entre les deux piles majeures[1].

- Construction de la banque d'Angleterre à Londres, dessinée par Sir John Soane.
- Construction de la terrasse de Cumberland dans Regent's Park à Londres, dessinée par John Nash et John Thompson.
- Aménagement du palais de Buckingham par John Nash.

## Récompenses
- Prix de Rome : Léon Vaudoyer.

## Naissances
- Thomas Worthington († 1909).

## Décès
- 27 juin : Jean-Thomas Thibault (°1757).
- 4 juillet : Thomas Jefferson (° 13 avril 1743).